# Гнев морей
«Гнев море́й» — картина русского художника Ивана Айвазовского, написанная в 1886 году. Холст, масло. Размер: 70,1 × 110 см.

## Описание картины
Изображено штормовое море вблизи скал, очертания которых теряются во мраке. Бушующее море сливается с грозовым небом. Из-за тёмных туч сверкают молнии. Волны бьются о высокий берег и стекают по скалам. Атмосфера бури, гнева моря, передана так мощно, что зритель будто слышит грохот волн и раскаты грома.
На переднем плане слева изображена лодка с людьми, спасающимися после кораблекрушения. Один из них показывает рукой в сторону берега, другие гребут и эта воля к жизни даёт надежду на спасение людей, не покорившихся стихии.
Палитра картины сосредоточена на темном цвете, но эффектный контраст между непроглядными, мрачными тучами и светлыми кромками облаков, сквозь которые пробивается лунный свет, раскрывает богатый колорит произведения. Он построен на сочетании холодных и тёплых серых, темно-синих и желтовато-охристых тонов.

Фрагменты картины «Гнев морей».
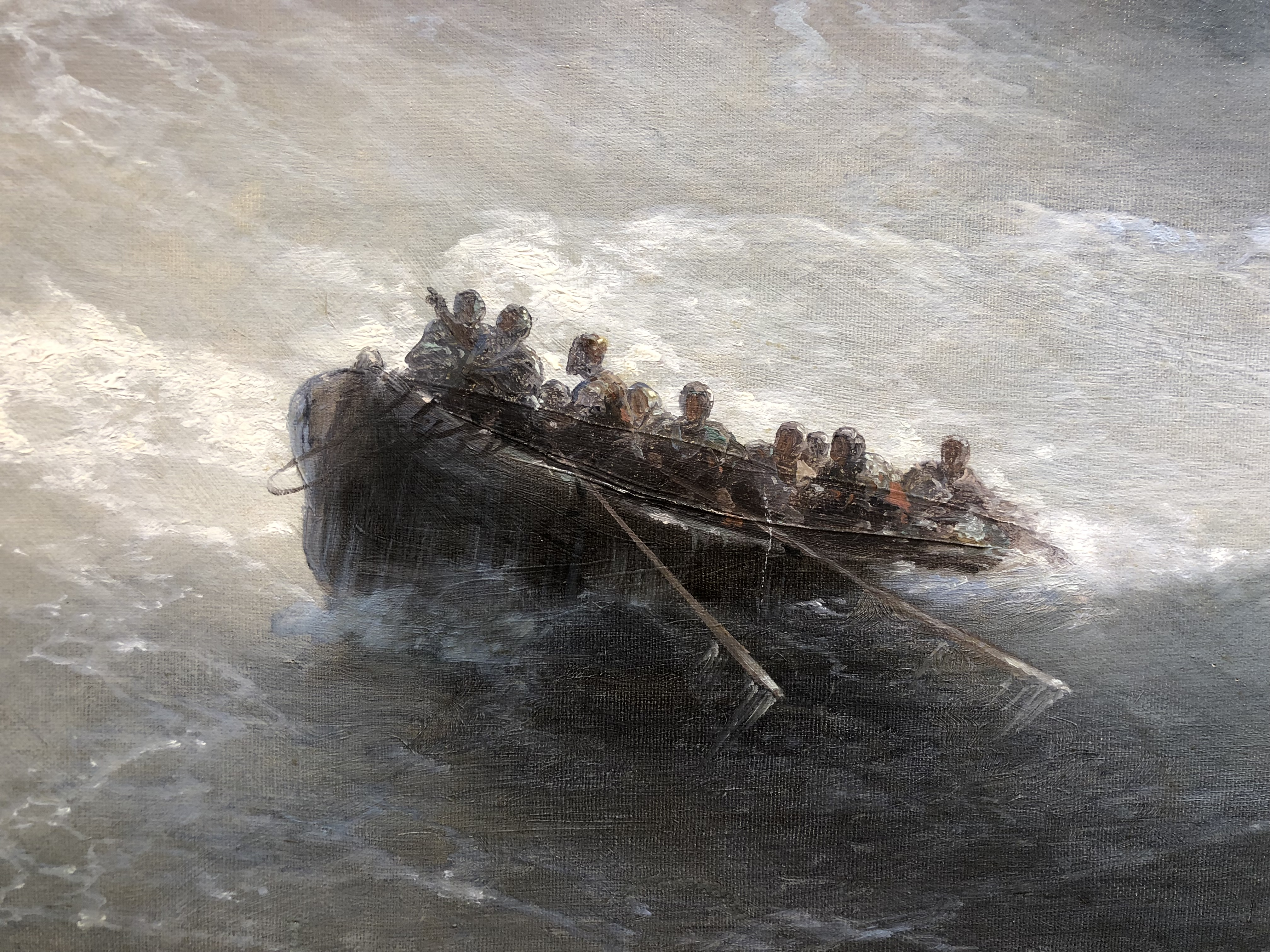
Лодка с людьми
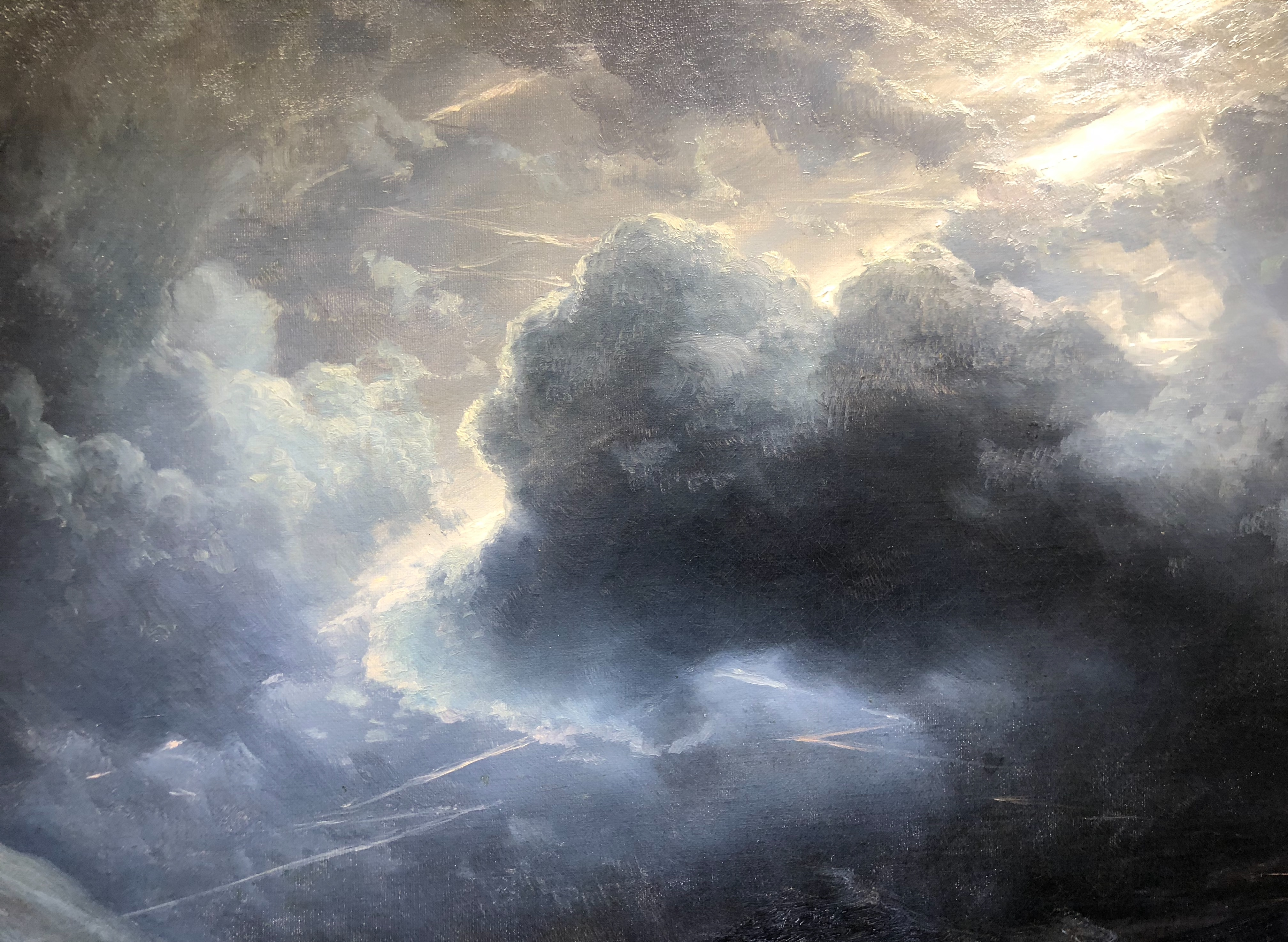
Облака и молнии
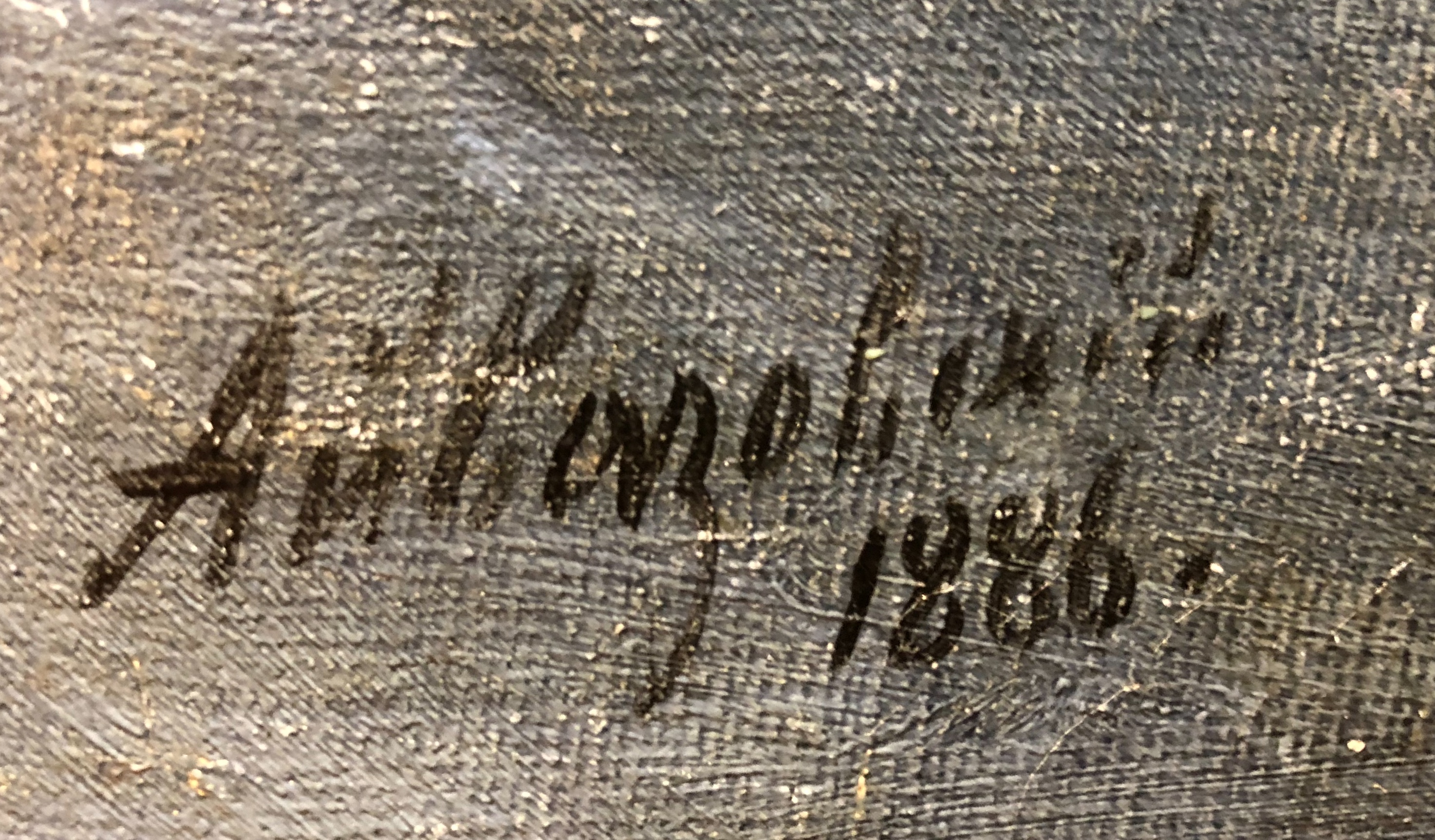
Подпись на лицевой стороне
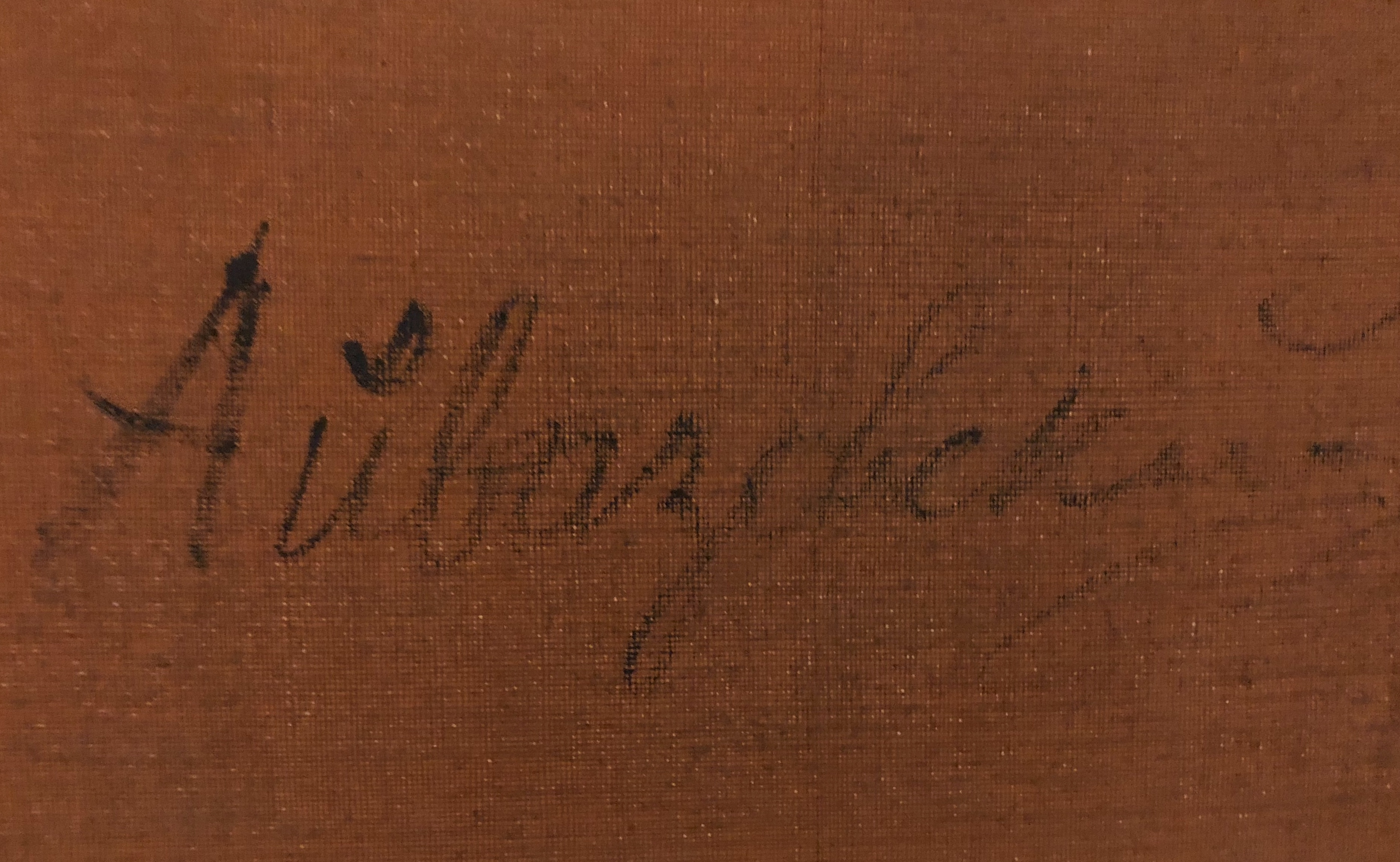
Подпись на оборотной стороне

Достаточно философский характер картины, отличающий лучшие произведения искусства, слившиеся воедино море и небо, с отблесками алых молний на воде, вызывают ассоциации с творчеством другого выдающегося мастера романтического морского пейзажа, английского мариниста У. Тёрнера.

Картины У. Тёрнера.
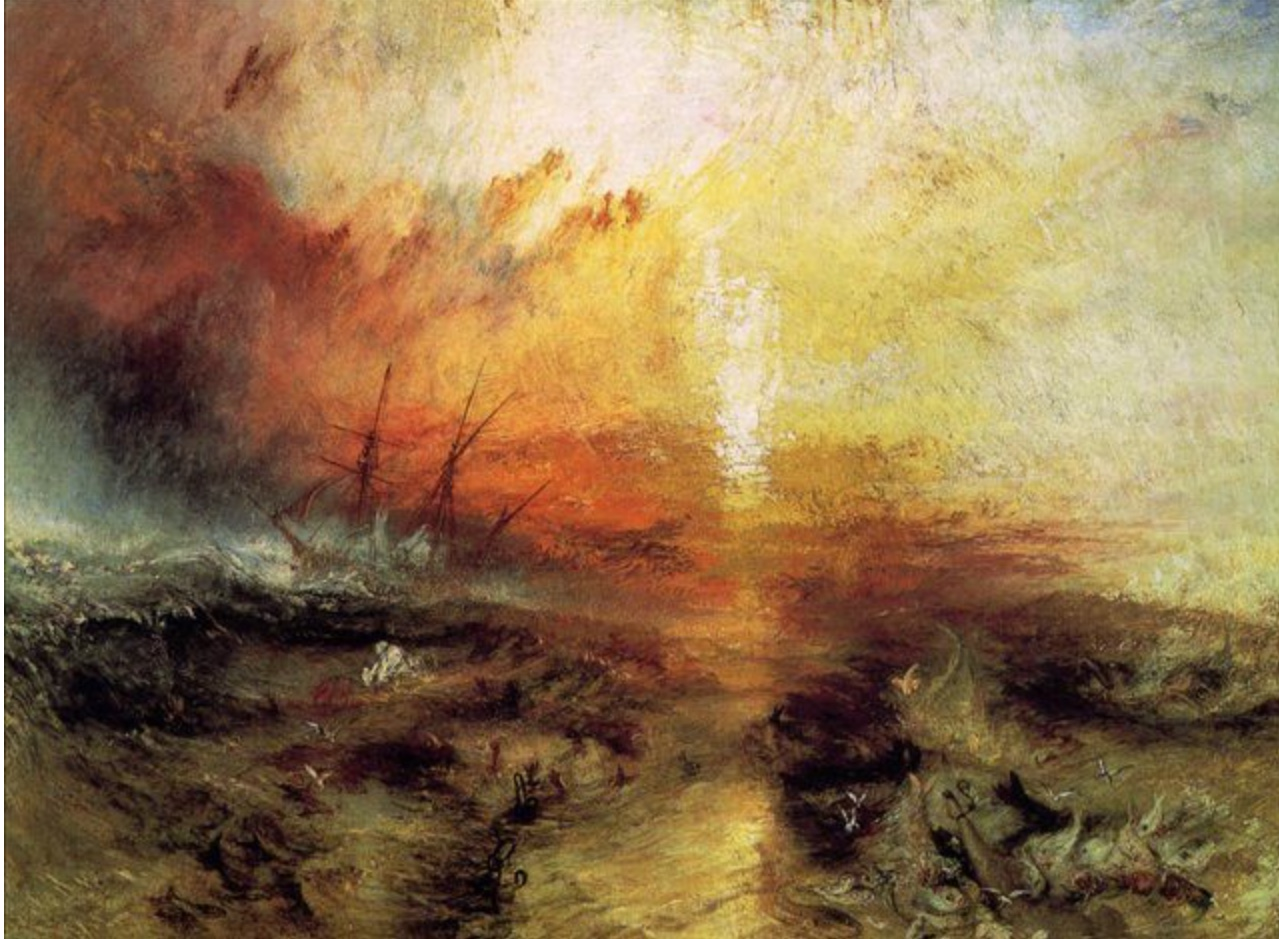
Работорговцы выкидывают за борт мертвых и умирающих, надвигается тайфун. 1840
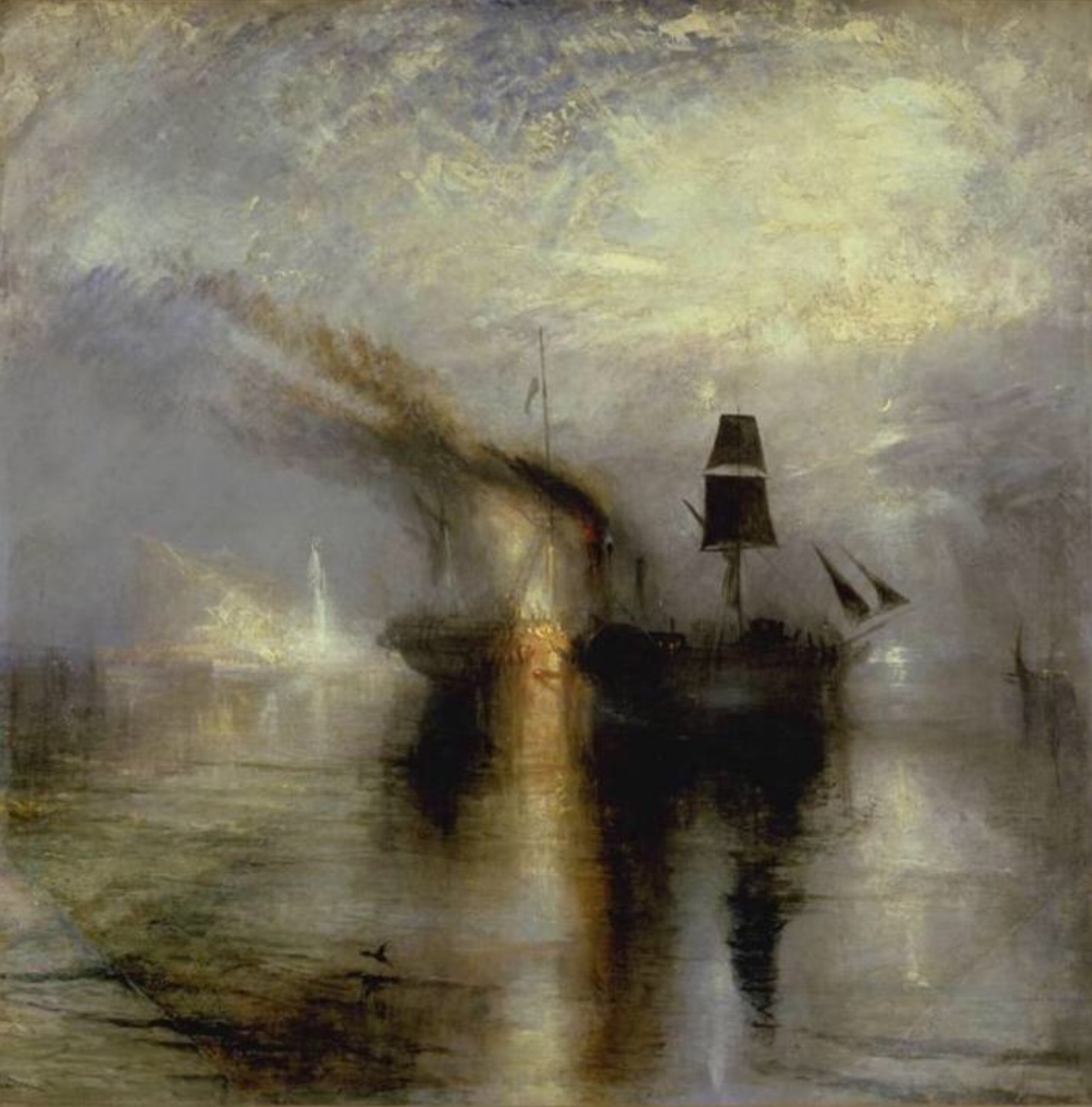
Вечный покой. Похороны в море. 1842
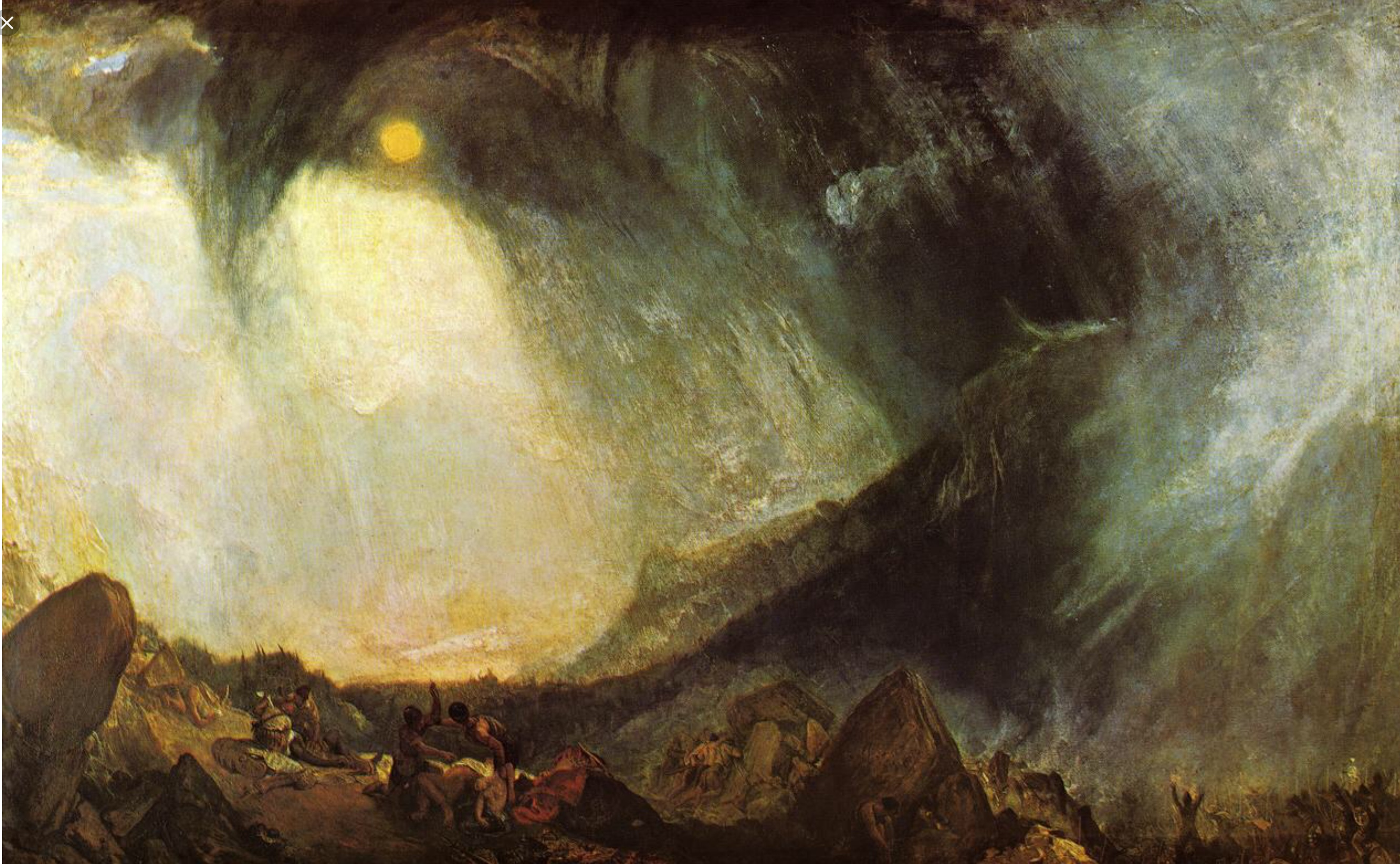
Переход Ганнибала через Альпы. 1812
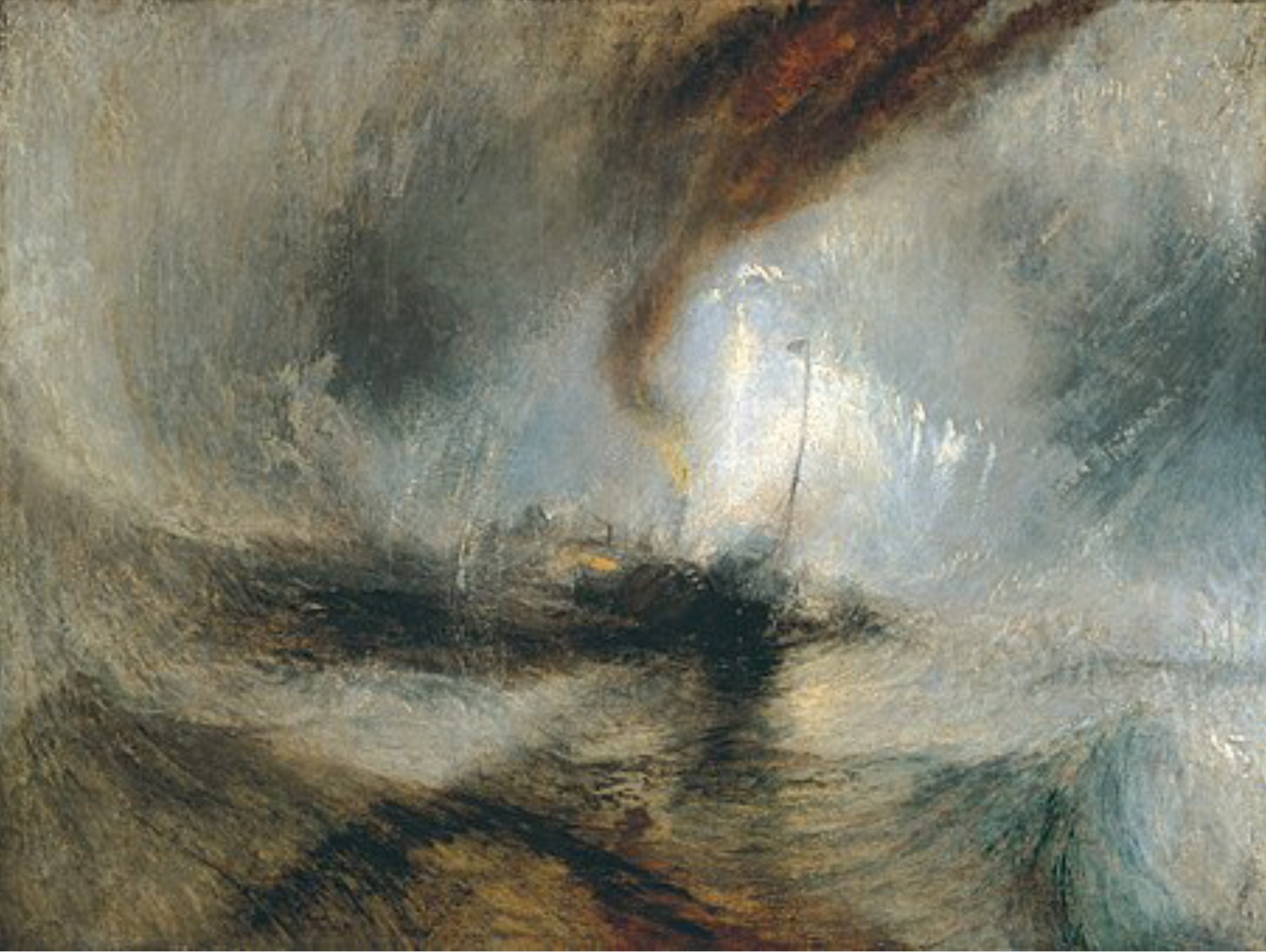
Снежная буря - пароход выходит из гавани, подавая сигналы на мелководье и измеряя глубину лотом. 1842

Слова Фёдора Достоевского о картине Айвазовского «Буря над Евпаторией»: «В его буре есть упоение, есть та вечная красота, которая поражает зрителя в живой, настоящей буре» и далее: «в изображении бесконечного разнообразия бури никакой эффект не может казаться преувеличенным» в полной мере следует отнести и к картине «Гнев морей», несмотря на то, что она написана через 25 лет после статьи Достоевского (1861 год).
На картине имеются две авторские подписи, что не редкость для И. К. Айвазовского. Одна из них находится на лицевой стороне, у нижнего правого угла, выполнена чёрной краской: «Айвазовскій 1886». Краска подписи имеет общие кракелюры с нижележащим красочным слоем. На оборотной стороне, вверху справа находится вторая авторская подпись, выполненная коричневой краской: «Айвазовскій».
Произведение имеет отличную сохранность.

## Особенности живописного почерка
При создании картины художник использовал сложную технику живописи, включая подготовительный рисунок графитным карандашом по грунту, несколько красочных слоёв различной фактуры и направленности, лессировки и рефлексы, мазки разной формы, плотности и длины, разнообразные фактурные уплотнения.
Изображение написано в несколько этапов. Основная прописка создана крупными мазками средней плотности. Затем по немного провянувшему слою прописаны более мелкие детали. Освещённые края облаков написаны короткими мазками щетинистых кистей, очень хорошо передающими их округлые формы. Завершающие прописки (участки сетки пены, растворяющейся в волнах, потоки стекающей со скал воды и др.) написаны полупрозрачными белильными лессировками. Пена волн передана тонкими текучими зигзагами, местами (на освещённых плоскостях) уплотняющимися в виде разнообразных сгустков. Фигуры людей, написанные голубыми, изумрудными, красными, охристыми змеящимися мазками, переданы обобщенно, выражая единый порыв к спасению.

## Технология
Произведение написано на тонком редком среднезернистом холсте со светлым фабричным грунтом, натянуто на раздвижной подрамник. Такой тип холста художник нередко использовал и в других произведениях.
Исследование микропроб живописи с применением инфракрасной спектроскопии, микрохимического, эмиссионного спектрального, люминистентного и термохимического видов анализа установило, что пигментный состав картины в высшей степени характерен для живописи И. К. Айвазовского. Краски, не применявшиеся или редко применявшиеся живописцем, в произведении не обнаружены.

## Провенанс
Картина из известной княжеской коллекции в Германии. В 2007 году владельцем, который приобрёл её в 1940-х годах из вышеуказанной частной коллекции, была выставлена на торги аукционного дома «Сотбис» в Лондоне.
Экспонировалась на открывшейся 8 ноября 2007 года выставке шедевров русского изобразительного искусства в Государственном историческом музее России.
Эксперты выделяли картину как выдающееся произведение, одно из лучших на аукционе. В частности глава отдела русского искусства аукционного дома Джоанна Викери отметила: «Особого внимания заслуживает картина „Гнев морей“, на которой художнику удалось так эмоционально и выразительно передать буйство природы» .
26 ноября 2007 года на первых в истории вечерних торгах русского искусства Лондонского подразделения аукционного дома «Сотбис» картина «Гнев морей» (лот N 12) была продана за 513,3 тысячи фунтов или больше, чем за миллион долларов (без аукционного и других сборов).
7 декабря 2022 года по итогам посвящённых искусству старых мастеров торгов Sotheby’s продана за £1,7 млн.
В настоящее время хранится в частном собрании.